# I Hope I Shall Arrive Soon
„I Hope I Shall Arrive Soon” (cu sensul de „Sper că voi ajunge în curând”) este o povestire științifico-fantastică a scriitorului american Philip K. Dick. Povestirea a fost publicată pentru prima oară în Playboy în decembrie 1980, sub titlul „Journey Frozen”. 

## Rezumat
În poveste, un bărbat (Victor Kemmings) își recapătă conștiința în timpul unei încercări eșuate de crio-somn la bordul unei nave spațiale. Inteligența artificială a navei nu poate remedia disfuncționalitatea și nu-l poate trezi, așa că Kemmings este sortit să rămână conștient, dar paralizat pe parcursul întregii călătorii de zece ani a navei. Pentru a-și menține sănătatea, IA îi aduce înapoi amintirile lui Kemmings. Dar când se întâmplă acest lucru, IA a navei îl întreabă pe Kemmings ce vrea cel mai mult - și răspunsul este că Kemming vrea ca această călătorie să se termine și să ajungă în noua sa casă. IA construiește un astfel de scenariu pentru Kemming și îl joacă pentru el pentru următorii zece ani. Când nava ajunge în sfârșit la destinație, Kemming nu poate accepta realitatea și crede că sosirea sa este încă o altă construcție. 
Ca și majoritatea lucrărilor lui Philip K. Dick, I Hope I Shall Arrive Soon  implică o întrebare a ceea ce este să fii om și despre ce este realitatea. Povestea are, de asemenea, o temă a vinovăției, deoarece amintirile pasagerului sunt stricate de vina pe care o are în legătură cu acțiunile sale din trecut. 

## Adaptări
Filmul din 2016 Pasagerii (Passengers) este bazat pe povestirea „I Hope I Shall Arrive Soon”.

## Legături externe
- I Hope I Shall Arrive Soon la Internet Speculative Fiction Database